# テリー・レイ
テレンス・リチャード・レイ（Terrence Richard Ley , 1947年2月21日 - ）は、アメリカ合衆国オレゴン州出身の元プロ野球選手（投手）。1974年～1975年に日本ハムファイターズに所属した。

## 来歴・人物
1967年の二次ドラフト3巡目でニューヨーク・ヤンキースに入団。メジャーでの出場は1971年のみ。
1974年のシーズン後期、この年から業務提携していた日本ハムファイターズからの要請を受け、補強要員として入団する。同時に獲得した選手がマイク・ケキッチである。
入団時の背番号は3だが、これは開幕前時点でつけていた大杉勝男が前年不調で「原点に帰る」との理由でプロ入り時の51に戻し結果空き番号となったためやむなくつけた結果である。ケキッチと共に即戦力投手として期待されたが1試合＋1イニング3ボーク（当時の日本ワースト記録）を犯すなど力を発揮しきれず、たちまち「だめ外人」のレッテルを貼られる。しかしこの年は13試合に登板して3勝2敗、防御率3.35と悪くはなかったため「貴重な外国人投手」として残留し翌1975年もプレー。長身から高め速球、スライダー、チェンジアップ、低めへカーブというコンビネーションを武器とする。投手らしい背番号（17）をもらうが、11試合に登板して2勝3敗、防御率4.75と成績が下降し前期限りで解雇された。南海・野村克也はこのレイから通算600号本塁打を放ち、試合後に「俺は月見草」とコメントした。なお帰国後、アメリカ球界に復帰したという情報はない。

## 詳細情報

### 年度別投手成績
| 年 度    | 球 団    | 登 板 | 先 発 | 完 投 | 完 封 | 無 四 球 | 勝 利 | 敗 戦 | セ 丨 ブ | ホ 丨 ル ド | 勝 率 | 打 者 | 投 球 回 | 被 安 打 | 被 本 塁 打 | 与 四 球 | 敬 遠 | 与 死 球 | 奪 三 振 | 暴 投 | ボ 丨 ク | 失 点 | 自 責 点 | 防 御 率 | W H I P |
| -------- | -------- | ----- | ----- | ----- | ----- | -------- | ----- | ----- | -------- | ----------- | ----- | ----- | -------- | -------- | ----------- | -------- | ----- | -------- | -------- | ----- | -------- | ----- | -------- | -------- | ------- |
| 1971     | NYY      | 6     | 0     | 0     | 0     | 0        | 0     | 0     | 0        | --          | ----  | 49    | 9.0      | 9        | 1           | 9        | 2     | 2        | 7        | 0     | 0        | 9     | 5        | 5.00     | 2.00    |
| 1974     | 日本ハム | 13    | 4     | 2     | 0     | 0        | 3     | 2     | 0        | --          | .600  | 180   | 43.1     | 23       | 3           | 32       | 1     | 2        | 28       | 2     | 3        | 17    | 16       | 3.35     | 1.27    |
| 1975     | 日本ハム | 11    | 11    | 0     | 0     | 0        | 2     | 3     | 0        | --          | .400  | 252   | 55.1     | 46       | 9           | 48       | 0     | 2        | 30       | 1     | 2        | 30    | 29       | 4.75     | 1.70    |
| MLB：1年 | MLB：1年 | 6     | 0     | 0     | 0     | 0        | 0     | 0     | 0        | --          | ----  | 49    | 9.0      | 9        | 1           | 9        | 2     | 2        | 7        | 0     | 0        | 9     | 5        | 5.00     | 2.00    |
| NPB：2年 | NPB：2年 | 24    | 15    | 2     | 0     | 0        | 5     | 5     | 0        | --          | .500  | 432   | 98.2     | 69       | 12          | 80       | 1     | 4        | 58       | 3     | 5        | 47    | 45       | 4.09     | 1.51    |

### 記録
NPB
- 初登板・初先発：1974年7月17日、対近鉄バファローズ後期1回戦（日生球場）、1回2/3を4失点で敗戦投手
- 初奪三振：同上、1回裏にクラレンス・ジョーンズから
- 初勝利・初先発勝利：1974年9月16日、対太平洋クラブライオンズ後期9回戦（平和台野球場）、7回1/3を1失点
- 初完投勝利：1974年9月20日、対近鉄バファローズ後期12回戦（日生球場）、9回2失点
- 1イニング3ボーク：1974年7月17日、対近鉄バファローズ後期1回戦（日生球場）、1回裏に記録　※史上初

### 背番号
- 43 （1971年）
- 3 （1974年）
- 17 （1975年）